# Балка Осикувата
Балка Осикувата — балка (річка) в Україні у Бобринецькому районі Кіровоградської області. Права притока річки Сугоклії (басейн Південного Бугу).

## Опис
Довжина балки приблизно 17,12 км, найкоротша відстань між витоком і гирлом — 14,78 км, коефіцієнт звивистості річки — 1,18. Формується декількома балками та загатами. На деяких ділянках балка пересихає.

## Розташування
Бере початок у селі Благодатне. Тече переважно на північний схід через село Осикувате і на північно-західній стороні від села Полум'яне впадає у річку Сугоклію, праву притоку річки Інгулу.
Населені пункти вздовж берегової смуги: Острівка, Садове, Покровка.

## Цікаві факти
- Між селами Острівка та Садове балку перетинає автошлях Т 2401[3].
- У XX столітті на балці існували свино,- птице-тваринні ферми (СТФ, ПТФ) та газові свердловини[2], а у XIX столітті — скотний двір та декілька вітряних млинів[1].